# Chilo phragmitella
Espèce
Chilo phragmitella (ou Chilo phragmitellus), le « Chilo du roseau », est une espèce de lépidoptères de la famille des Crambidae.
Il est relativement commun en Europe.
Il a une envergure de 24 à 32 mm pour les mâles, 30 à 40 mm pour les femelles. Il vole de mai à septembre suivant les régions.
Sa larve se nourrit sur les roseaux et les Glycéries aquatiques.

## Galerie

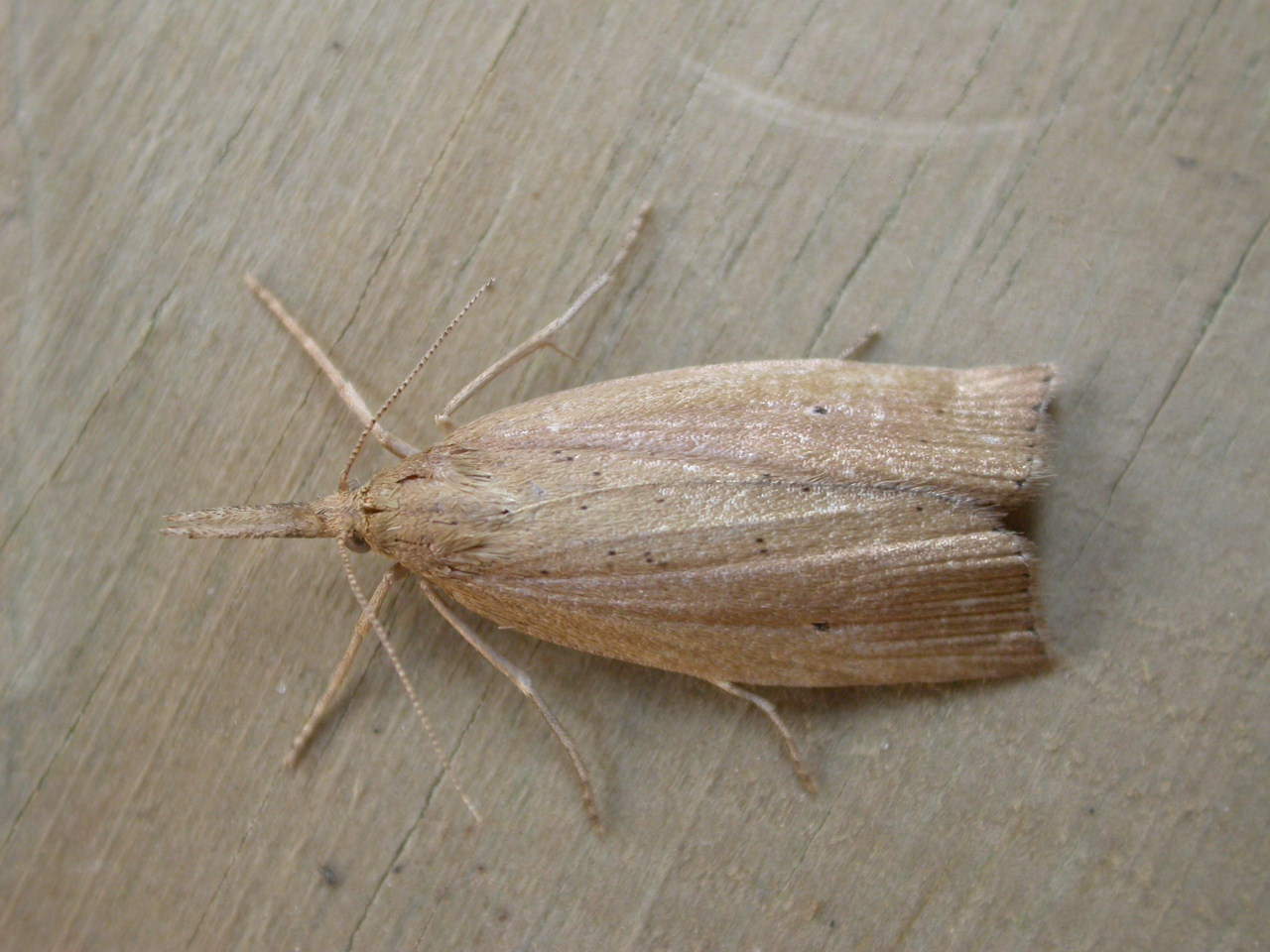